# キ89 (航空機)
キ89は、大日本帝国陸軍が計画した爆撃研究機。実機は製作されていない。

## 概要
1943年（昭和18年）頃に急降下爆撃の研究を目的として計画された軽爆撃機で、川崎航空機工業への開発指示が予定されていた。三菱「ハ214」空冷星型18気筒（離昇2,500 hp）エンジンを搭載する単発機で、開発指示前に計画中止となったが、1945年（昭和20年）には仕様が類似するキ119の試作指示が川崎に対して行われており、キ119を復活したキ89だとする見方も存在する。